# Комарово (Будславська сільська рада)
Комарове (біл. вёска Камарова) — село в складі Мядельського району Мінської області, Білорусь. Село підпорядковане Будславській сільській раді, розташоване в північній частині області.